# 개혁파 유대교

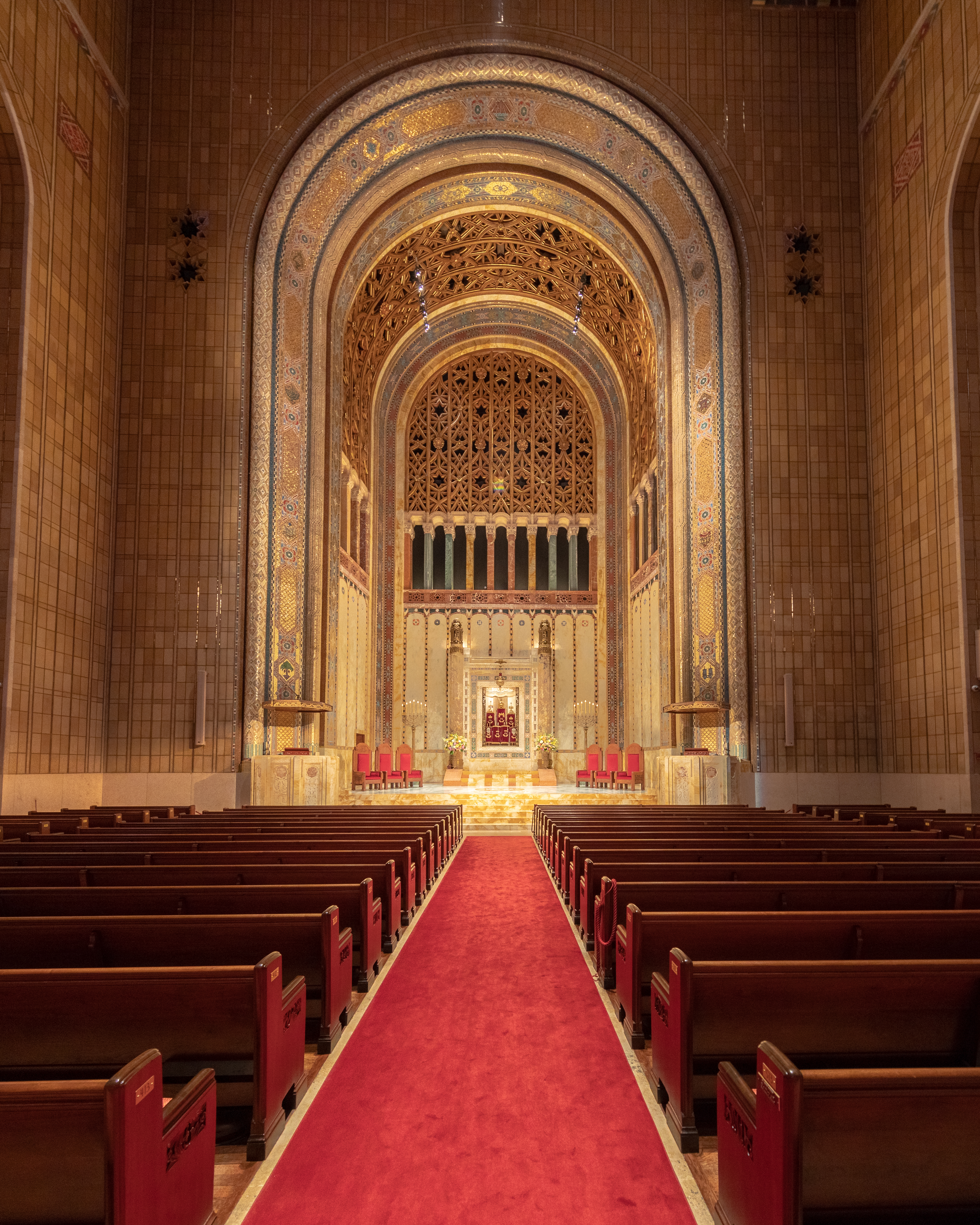
개혁파 유대교 시나고그 중 하나인 뉴욕 에마누엘 회당의 내부

개혁파 유대교(改革派 -敎, Reform Judaism)은 자유주의적 유대교나 진보적 유대교라고도 불리며 유대교의 진화적 측면에 대한 강조, 유대 의식보다 윤리에 대한 우선으로 특징지어지는 유대교의 주요 종교 교파이다. 개혁파 유대교는 인간의 이성에 긴밀히 얽히며 시나이 산의 신현에 제한되지 않는 계시를 믿는다. 유대교에서 상당히 자유주의적인 계파로 유대 율법을 구속적이지 않은 것으로, 유대인 개인을 자율적인 존재로 간주하고 의식과 개인 신앙의 준수에 적은 강조를 두며 외부 영향과 진보적 가치에 열려 있는 특징을 보인다.
개혁파 유대교는 19세기 중반 독일에서 발달하기 시작하였다. 특히 랍비인 아브라함 가이거(Abraham Geiger)에 의해 공식화되었으며, 1860년대부터 1930년대까지 미국에서 확대되었다. 1970년대부터 이러한 운동은 포용성과 인정에 방점을 두고 공동체에 가능한 많은 신자를 두기 위해 노력했다. 개혁파 유대교는 정치적, 사회적으로 진보적이고 자유주의적인 안건으로 특징지어지며 이러한 것은 티쿤 올람(tikkun olam)이라는 전통 유대교 표어로 대표된다.
미국과 캐나다의 개혁파 유대교 연합(Union for Reform Judaism, URJ), 영국의 자유주의 유대교(Liberal Judaism)와 개혁파 유대교 운동(Movement for Reform Judaism, MRJ), 이스라엘의 이스라엘 개혁진보 유대교 운동(Israel Movement for Reform and Progressive Judaism, IMPJ), 라틴아메리카의 UJR-AmLat 등의 단체가 있으며 이들을 지부로 한 국제 단체인 개혁유대교 세계연합(World Union for Progressive Judaism, WUPJ)이 있다.